# クベタ・ペシュケ
クベタ・ペシュケ（Květa Peschke, 1975年7月9日 - ）は、チェコ・ビーロヴェツ出身の女子プロテニス選手。ダブルスの得意な選手として知られ、2011年のウィンブルドン選手権の女子ダブルスの優勝者である。2010年の全仏オープンの女子ダブルスと、2006年と2010年、2012年の全米オープン混合ダブルス部門での準優勝もある。自己最高ランキングはシングルス26位、ダブルス1位。これまでにWTAツアーでシングルス1勝、ダブルス32勝を挙げている。出生名はクビェトスラヴァ・フルドリチコバ（Květoslava Hrdličková）だが、（「クベタ」は愛称）、2003年にドイツ人コーチのトルステン・ペシュケ（Torsten Peschke）と結婚した。身長165cm、体重58kg。右利き、バックハンド・ストロークは両手打ち。

## 来歴
ヘルドリコバは1991年から選手経歴を始めたが、WTAツアー下部組織の大会で長い下積み生活を送った。1998年4月、ヘルドリコバはクロアチア・マカルスカ大会で、世界ランキング140位の予選勝者として初優勝を果たす。この優勝で世界ランキングを大幅に上げた彼女は、1998年全仏オープンで4大大会に初出場した。この後、8月のポーランド・ソポト大会でダブルス初優勝。ヘルドリコバのシングルス優勝は、WTAツアー大会ではマカルスカ大会の1勝のみであるが、その後ダブルスで実力を伸ばしてきた。2000年、ヘルドリコバは全豪オープン・全仏オープンの2大会連続で3回戦に進み、シドニー五輪にもチェコ代表選手として参加したが、シングルス・ダブルスとも1回戦敗退に終わっている。この時期に、ヘルドリコバは世界ランキングを33位まで上げた。
2002年の全豪オープンで、クベタ・ヘルドリコバはダヤ・ベダノワとペアを組み、第1シードのリサ・レイモンド&レネ・スタブス組との準々決勝まで進出した。この後、ヘルドリコバは左膝を痛め、2002年12月と2003年3月に2度の手術を受けた。左膝手術によるブランクの期間中、2003年5月5日にトルステン・ペシュケと結婚する。ようやく2004年5月、ポーランド・ワルシャワの「J&Sカップ」で復帰を果たし、それ以後は夫の姓のみを使用して「クベタ・ペシュケ」と名乗るようになった。
2度の左膝手術を乗り越えた後、ペシュケは2005年ウィンブルドンで初めての4大大会シングルス4回戦進出を果たした。この大会では、ペシュケは2回戦でベラ・ズボナレワ、3回戦でコンチタ・マルティネスを破って勝ち進み、4回戦でナディア・ペトロワに 7-6, 6-7, 3-6 で敗れた。2006年全米オープンで、ペシュケは同じチェコのマルティン・ダムと混合ダブルスのペアを組み、初めて4大大会決勝戦の舞台に進出する。チェココンビは決勝でボブ・ブライアン&マルチナ・ナブラチロワ組に 2-6, 3-6 で敗れた。
2007年4月以後、ペシュケはレネ・スタブス（オーストラリア）と組んで大半のトーナメントに出場するようになり、このペアで年間3勝を挙げた。2人は2007年度の4大大会でも、ウィンブルドンベスト8・全米オープンベスト4を記録した。2008年の女子ツアー年間最終戦「WTAツアー選手権」のダブルスで、ペシュケとスタブスは第1シードのリーゼル・フーバー&カーラ・ブラック組に 1-6, 5-7 で敗れて準優勝者になった。
クベタ・ペシュケは2007年全仏オープン2回戦進出を最後に、女子ツアーのシングルスから撤退し、活動をダブルスのみに絞った。
2010年から、ペシュケはカタリナ・スレボトニク（スロベニア）と組んで大半のトーナメントに出場するようになり、全仏オープンで初めて4大大会女子ダブルスの決勝に進出した。決勝ではビーナスとセリーナのウィリアムズ姉妹組に 2-6, 3-6 で敗れた。全米オープンではアイサム＝ウル＝ハク・クレシ（パキスタン）と組んだ混合ダブルスで2度目の準優勝となった。
2011年ウィンブルドン選手権ではカタリナ・スレボトニクと組み4大大会女子ダブルス2度目の決勝に進出。決勝ではザビーネ・リシキ&サマンサ・ストーサー組に 6-3, 6-1 で快勝し、4大大会初のタイトルを獲得した。この大会では女子シングスでペトラ・クビトバ、混合ダブルスではイベタ・ベネソバが初優勝し、女子の全種目でチェコ選手が優勝者になった。大会後のランキングでペシュケはスレボトニクと並んで初めてのダブルスランキング1位になった。
2012年全米オープンでは混合ダブルスでマルチン・マトコフスキと組み決勝に進出した。決勝ではエカテリーナ・マカロワ&ブルーノ・ソアレス組に 7–6(8), 1–6, [10–12] で敗れ3度目の準優勝となった。

## WTAツアー決勝進出結果

### シングルス: 2回 (1勝1敗)
| 大会グレード         |
| -------------------- |
| グランドスラム (0–0) |
| ティア I (0–0)       |
| ティア II (0–1)      |
| ティア III (0–0)     |
| ティア IV & V (1–0)  |

| 結果   | No. | 決勝日        | 大会         | サーフェス        | 対戦相手           | スコア   |
| ------ | --- | ------------- | ------------ | ----------------- | ------------------ | -------- |
| 優勝   | 1.  | 1998年4月19日 | マカルスカ   | クレー            | 李芳               | 6–3, 6–1 |
| 準優勝 | 1.  | 1999年11月1日 | ライプツィヒ | カーペット (室内) | ナタリー・トージア | 1–6, 3–6 |

### ダブルス: 73回 (32勝42敗)
| 大会グレード          | 大会グレード                 |
| 2008年以前            | 2009年以後                   |
| --------------------- | ---------------------------- |
| グランドスラム (1–2)  |                              |
| WTAファイナルズ (0–3) |                              |
| ティア I (3–2)        | プレミア・マンダトリー (2-3) |
| ティア I (3–2)        | プレミア5 (1-8)              |
| ティア II (8–8)       | プレミア (9–6)               |
| ティア III (0–3)      | インターナショナル (6–5)     |
| ティア IV ＆ V (2–2)  | インターナショナル (6–5)     |

| 結果   | No. | 決勝日         | 大会                 | サーフェス        | パートナー                     | 対戦相手                                                            | スコア                 |
| ------ | --- | -------------- | -------------------- | ----------------- | ------------------------------ | ------------------------------------------------------------------- | ---------------------- |
| 準優勝 | 1.  | 1998年7月12日  | プラハ               | クレー            | ミハエラ・パスティコバ         | シルビア・ファリナ カリナ・ハブスドバ                               | 6–2, 1–6, 1–6          |
| 優勝   | 1.  | 1998年8月2日   | ソポト               | クレー            | ヘレナ・ビルドバ               | アサ・スベンソン セダ・ノーランデル                                 | 6–3, 6–2               |
| 準優勝 | 2.  | 1999年2月14日  | プラハ               | クレー            | ヘレナ・ビルドバ               | アレクサンドラ・フセ ナタリー・トージア                             | 6–3, 2–6, 1–6          |
| 優勝   | 2.  | 2001年4月15日  | エストリル           | クレー            | バーバラ・リットナー           | ティナ・クリザン カタリナ・スレボトニク                             | 6–3, 6–2               |
| 準優勝 | 3.  | 2001年5月6日   | ハンブルク           | クレー            | バーバラ・リットナー           | カーラ・ブラック エレーナ・リホフツェワ                             | 2–6, 6–4, 2–6          |
| 準優勝 | 4.  | 2001年9月30日  | ライプツィヒ         | カーペット (室内) | バーバラ・リットナー           | エレーナ・リホフツェワ ナタリー・トージア                           | 4–6, 2–6               |
| 準優勝 | 5.  | 2002年1月6日   | オークランド         | ハード            | ヘンリエッタ・ナギョワ         | ニコル・アレント リーゼル・フーバー                                 | 5–7, 4–6               |
| 準優勝 | 6.  | 2002年10月27日 | ルクセンブルク       | ハード (室内)     | バーバラ・リットナー           | キム・クライシュテルス ヤネッテ・フサロバ                           | 6–4, 3–6, 5–7          |
| 優勝   | 3.  | 2005年2月13日  | パリ                 | カーペット (室内) | イベタ・ベネソバ               | アナベル・メディナ・ガリゲス ディナラ・サフィナ                     | 6–2, 2–6, 6–2          |
| 準優勝 | 7.  | 2005年4月10日  | アメリアアイランド   | クレー            | パティ・シュナイダー           | ブリーアン・スチュワート サマンサ・ストーサー                       | 4–6, 2–6               |
| 準優勝 | 8.  | 2005年4月24日  | チャールストン       | クレー            | イベタ・ベネソバ               | コンチタ・マルティネス ビルヒニア・ルアノ・パスクアル               | 1–6, 4–6               |
| 準優勝 | 9.  | 2005年7月24日  | シンシナティ         | ハード            | マリア・エミリア・サレルニ     | ローラ・グランビル アビゲイル・スピアーズ                           | 6–3, 2–6, 4–6          |
| 準優勝 | 10. | 2005年10月9日  | フィルダーシュタット | ハード (室内)     | フランチェスカ・スキアボーネ   | ダニエラ・ハンチュコバ アナスタシア・ミスキナ                       | 0–6, 6–3, 5–7          |
| 優勝   | 4.  | 2005年10月30日 | リンツ               | ハード (室内)     | ヒセラ・ドゥルコ               | コンチタ・マルティネス ビルヒニア・ルアノ・パスクアル               | 6–2, 6–3               |
| 優勝   | 5.  | 2006年2月12日  | パリ                 | カーペット (室内) | エミリー・ロワ                 | カーラ・ブラック レネ・スタブス                                     | 7–6(5), 6–4            |
| 優勝   | 6.  | 2006年2月25日  | ドバイ               | ハード            | フランチェスカ・スキアボーネ   | スベトラーナ・クズネツォワ ナディア・ペトロワ                       | 3–6, 7–6(1), 6–3       |
| 準優勝 | 11. | 2006年5月21日  | ローマ               | クレー            | フランチェスカ・スキアボーネ   | ダニエラ・ハンチュコバ 杉山愛                                       | 6–3, 3–6, 1–6          |
| 優勝   | 7.  | 2006年10月1日  | ルクセンブルク       | ハード (室内)     | フランチェスカ・スキアボーネ   | アンナ＝レナ・グローネフェルト リーゼル・フーバー                   | 2–6, 6–4, 6–1          |
| 優勝   | 8.  | 2006年10月15日 | モスクワ             | カーペット (室内) | フランチェスカ・スキアボーネ   | イベタ・ベネソバ ガリナ・ボスコボワ                                 | 6–4, 6–7(4), 6–1       |
| 準優勝 | 12. | 2007年7月23日  | イーストボーン       | 芝                | レネ・スタブス                 | リサ・レイモンド サマンサ・ストーサー                               | 7–6(5), 4–6, 3–6       |
| 優勝   | 9.  | 2007年8月19日  | ロサンゼルス         | ハード            | レネ・スタブス                 | アリシア・モリク マラ・サンタンジェロ                               | 6–0, 6–1               |
| 優勝   | 10. | 2007年10月7日  | シュトゥットガルト   | ハード (室内)     | レネ・スタブス                 | 詹詠然 ディナラ・サフィナ                                           | 6–7(5), 7–6(4), [10–2] |
| 優勝   | 11. | 2007年10月21日 | チューリッヒ         | ハード (室内)     | レネ・スタブス                 | リサ・レイモンド フランチェスカ・スキアボーネ                       | 7–5, 7–6(1)            |
| 準優勝 | 13. | 2008年2月17日  | アントワープ         | ハード (室内)     | 杉山愛                         | カーラ・ブラック リーゼル・フーバー                                 | 1–6, 3–6               |
| 優勝   | 12. | 2008年2月24日  | ドーハ               | ハード            | レネ・スタブス                 | カーラ・ブラック リーゼル・フーバー                                 | 6–1, 5–7, [10–7]       |
| 準優勝 | 14. | 2008年6月21日  | イーストボーン       | 芝                | レネ・スタブス                 | カーラ・ブラック リーゼル・フーバー                                 | 6–2, 0–6, [8–10]       |
| 優勝   | 13. | 2008年8月23日  | ニューヘイブン       | ハード            | リサ・レイモンド               | ソラナ・チルステア モニカ・ニクレスク                               | 4–6, 7–5, [10–7]       |
| 準優勝 | 15. | 2008年10月5日  | シュトゥットガルト   | ハード (室内)     | レネ・スタブス                 | アンナ＝レナ・グローネフェルト パティ・シュナイダー                 | 2–6, 4–6               |
| 準優勝 | 16. | 2008年11月5日  | ドーハ               | ハード            | レネ・スタブス                 | カーラ・ブラック リーゼル・フーバー                                 | 1–6, 5–7               |
| 準優勝 | 17  | 2009年2月7日   | パリ                 | ハード (室内)     | リサ・レイモンド               | カーラ・ブラック リーゼル・フーバー                                 | 4–6 6–3, [4–10]        |
| 準優勝 | 18. | 2009年3月29日  | マイアミ             | ハード            | リサ・レイモンド               | スベトラーナ・クズネツォワ アメリ・モレスモ                         | 6–4 3–6, [3–10]        |
| 準優勝 | 19. | 2009年4月12日  | ポンテベドラビーチ   | クレー            | リサ・レイモンド               | 荘佳容 サニア・ミルザ                                               | 3–6, 6–4, [7–10]       |
| 準優勝 | 20. | 2009年5月16日  | マドリード           | クレー            | リサ・レイモンド               | カーラ・ブラック リーゼル・フーバー                                 | 6–4 3–6, [6–10]        |
| 優勝   | 14. | 2010年1月16日  | ホバート             | ハード            | 荘佳容                         | 詹詠然 モニカ・ニクレスク                                           | 3–6, 6–3, [10–7]       |
| 準優勝 | 21. | 2010年2月21日  | ドバイ               | ハード            | カタリナ・スレボトニク         | ヌリア・リャゴステラ・ビベス マリア・ホセ・マルティネス・サンチェス | 6-7(5), 4–6            |
| 優勝   | 15. | 2010年3月20日  | インディアンウェルズ | ハード            | カタリナ・スレボトニク         | ナディア・ペトロワ サマンサ・ストーサー                             | 6–4, 2–6, [10–5]       |
| 準優勝 | 22. | 2010年5月2日   | シュトゥットガルト   | ハード            | カタリナ・スレボトニク         | ヒセラ・ドゥルコ フラビア・ペンネッタ                               | 6-3, 6-7, [5-10]       |
| 準優勝 | 23. | 2010年6月3日   | 全仏オープン         | クレー            | カタリナ・スレボトニク         | セリーナ・ウィリアムズ ビーナス・ウィリアムズ                       | 2-6, 3-6               |
| 準優勝 | 24. | 2010年6月20日  | イーストボーン       | 芝                | カタリナ・スレボトニク         | リサ・レイモンド レネ・スタブス                                     | 2-6, 6-2, [11-13]      |
| 準優勝 | 25. | 2010年8月23日  | モントリオール       | ハード            | カタリナ・スレボトニク         | ヒセラ・ドゥルコ フラビア・ペンネッタ                               | 5–7, 6–3, [10–12]      |
| 優勝   | 16. | 2010年8月28日  | ニューヘイブン       | ハード            | カタリナ・スレボトニク         | ベサニー・マテック＝サンズ メガン・ショーネシー                     | 7–5, 6–0               |
| 準優勝 | 26. | 2010年10月17日 | リンツ               | ハード (室内)     | カタリナ・スレボトニク         | レナタ・ボラコバ バルボラ・ザフラボバ・ストリコバ                   | 5–7, 6–7(6)            |
| 準優勝 | 27. | 2010年10月31日 | ドーハ               | ハード            | カタリナ・スレボトニク         | ヒセラ・ドゥルコ フラビア・ペンネッタ                               | 5–7, 4–6               |
| 優勝   | 17. | 2011年1月8日   | オークランド         | ハード            | カタリナ・スレボトニク         | ソフィア・アルビドソン マリーナ・エラコビッチ                       | 6–3, 6–0               |
| 準優勝 | 28. | 2011年1月14日  | シドニー             | ハード            | カタリナ・スレボトニク         | イベタ・ベネソバ バルボラ・ザフラボバ・ストリコバ                   | 6–4, 4-6, [7–10]       |
| 準優勝 | 29. | 2011年2月20日  | ドバイ               | ハード            | カタリナ・スレボトニク         | リーゼル・フーバー マリア・ホセ・マルティネス・サンチェス           | 6–7(5), 3–6            |
| 優勝   | 18. | 2011年2月26日  | ドーハ               | ハード            | カタリナ・スレボトニク         | リーゼル・フーバー リサ・レイモンド                                 | 7–5, 6–7(2), [10–8]    |
| 準優勝 | 30. | 2011年5月7日   | マドリード           | クレー            | カタリナ・スレボトニク         | ビクトリア・アザレンカ マリア・キリレンコ                           | 4–6, 3–6               |
| 優勝   | 19. | 2011年6月18日  | イーストボーン       | 芝                | カタリナ・スレボトニク         | リーゼル・フーバー リサ・レイモンド                                 | 6–3, 6–0               |
| 優勝   | 20. | 2011年7月2日   | ウィンブルドン       | 芝                | カタリナ・スレボトニク         | ザビーネ・リシキ サマンサ・ストーサー                               | 6–3, 6–1               |
| 優勝   | 21. | 2011年8月7日   | カールスバッド       | ハード            | カタリナ・スレボトニク         | ラケル・コップス＝ジョーンズ アビゲイル・スピアーズ                 | 6–0, 6–2               |
| 優勝   | 22. | 2011年10月8日  | 北京                 | ハード            | カタリナ・スレボトニク         | ヒセラ・ドゥルコ フラビア・ペンネッタ                               | 6-3, 6–4               |
| 準優勝 | 31. | 2011年10月20日 | イスタンブール       | ハード (室内)     | カタリナ・スレボトニク         | リーゼル・フーバー リサ・レイモンド                                 | 4-6, 4–6               |
| 優勝   | 23. | 2012年1月13日  | シドニー             | ハード            | カタリナ・スレボトニク         | リーゼル・フーバー リサ・レイモンド                                 | 6-1, 4–6, [13-11]      |
| 準優勝 | 32. | 2012年9月29日  | 東京                 | ハード            | アンナ＝レナ・グローネフェルト | ラケル・コップス＝ジョーンズ アビゲイル・スピアーズ                 | 1–6, 4–6               |
| 優勝   | 24. | 2012年10月14日 | リンツ               | ハード (室内)     | アンナ＝レナ・グローネフェルト | ユリア・ゲルゲス バルボラ・ザフラボバ・ストリコバ                   | 6–3, 6–4               |
| 準優勝 | 33. | 2013年1月5日   | ブリスベン           | ハード            | アンナ＝レナ・グローネフェルト | ベサニー・マテック＝サンズ サニア・ミルザ                           | 6–4, 4–6, [7–10]       |
| 優勝   | 25. | 2013年5月25日  | ブリュッセル         | クレー            | アンナ＝レナ・グローネフェルト | ガブリエラ・ダブロウスキー シャハー・ピアー                         | 6–0, 6–3               |
| 準優勝 | 34. | 2013年6月15日  | ニュルンベルク       | クレー            | アンナ＝レナ・グローネフェルト | ラルカ・オラル バレリア・ソロビエワ                                 | 6–2, 6–7(3), [9–11]    |
| 準優勝 | 35. | 2013年8月11日  | トロント             | ハード            | アンナ＝レナ・グローネフェルト | エレナ・ヤンコビッチ カタリナ・スレボトニク                         | 7–5, 2–6, [6–10]       |
| 準優勝 | 36. | 2013年8月18日  | シンシナティ         | ハード            | アンナ＝レナ・グローネフェルト | 謝淑薇 彭帥                                                         | 6–2, 3–6, [10–12]      |
| 優勝   | 26. | 2014年2月2日   | パリ                 | ハード (室内)     | アンナ＝レナ・グローネフェルト | ティメア・バボシュ クリスティナ・ムラデノビッチ                     | 6-7(7), 6-4, [10-5]    |
| 準優勝 | 37. | 2014年2月26日  | ドーハ               | ハード            | カタリナ・スレボトニク         | 謝淑薇 彭帥                                                         | 4–6, 0–6               |
| 優勝   | 27. | 2014年5月18日  | ローマ               | クレー            | カタリナ・スレボトニク         | サラ・エラニ ロベルタ・ビンチ                                       | 4–0, 途中棄権          |
| 準優勝 | 38. | 2016年10月16日 | リンツ               | ハード (室内)     | アンナ＝レナ・グローネフェルト | キキ・ベルテンス ヨハンナ・ラーション                               | 6–4, 2–6, [7–10]       |
| 優勝   | 28. | 2017年5月5日   | プラハ               | クレー            | アンナ＝レナ・グローネフェルト | ルーシー・ハラデツカ カテリナ・シニアコバ                           | 6–4, 7–6(3)            |
| 準優勝 | 39. | 2017年8月13日  | トロント             | ハード            | アンナ＝レナ・グローネフェルト | エカテリーナ・マカロワ エレーナ・ベスニナ                           | 0–6, 4–6               |
| 準優勝 | 40. | 2018年4月29日  | シュトゥットガルト   | クレー            | ニコール・メリヒャル           | ラケル・アタウォ アンナ＝レナ・グローネフェルト                     | 4–6, 7–6(5), [5–10]    |
| 優勝   | 29. | 2018年5月4日   | プラハ               | クレー            | ニコール・メリヒャル           | ミハエラ・ブザルネスク リジア・マロザワ                             | 6–4, 6–2               |
| 準優勝 | 41. | 2018年7月14日  | ウィンブルドン       | 芝                | ニコール・メリヒャル           | バルボラ・クレイチコバ カテリナ・シニアコバ                         | 4–6, 6–4, 0–6          |
| 優勝   | 30. | 2018年8月5日   | サンノゼ             | ハード            | ラティシア・チャン             | リュドミラ・キチェノク ナディヤ・キチェノク                         | 6–4, 6–1               |
| 優勝   | 31. | 2018年10月14日 | 天津                 | ハード            | ニコール・メリヒャル           | モニク・アダムザック ジェシカ・ムーア                               | 6–4, 6–2               |
| 優勝   | 32. | 2019年1月5日   | ブリスベン           | ハード            | ニコール・メリヒャル           | 詹皓晴 ラティシア・チャン                                           | 6–1, 6–1               |
| 準優勝 | 42. | 2019年5月4日   | プラハ               | クレー            | ニコール・メリヒャル           | アンナ・カリンスカヤ ビクトリア・クズモバ                           | 6–4, 5–7, [7–10]       |

## 4大大会シングルス成績
略語の説明
| W | F | SF | QF | #R | RR | Q# | LQ | A | Z# | PO | G | S | B | NMS | P | NH |

W=優勝, F=準優勝, SF=ベスト4, QF=ベスト8, #R=#回戦敗退, RR=ラウンドロビン敗退, Q#=予選#回戦敗退, LQ=予選敗退, A=大会不参加, Z#=デビスカップ/BJKカップ地域ゾーン, PO=デビスカップ/BJKカッププレーオフ, G=オリンピック金メダル, S=オリンピック銀メダル, B=オリンピック銅メダル, NMS=マスターズシリーズから降格, P=開催延期, NH=開催なし.
| 大会           | 1998 | 1999 | 2000 | 2001 | 2002 | 2003 | 2004 | 2005 | 2006 | 2007 | 通算成績 |
| -------------- | ---- | ---- | ---- | ---- | ---- | ---- | ---- | ---- | ---- | ---- | -------- |
| 全豪オープン   | A    | 1R   | 3R   | A    | 2R   | A    | A    | 1R   | A    | A    | 3–4      |
| 全仏オープン   | 2R   | 3R   | 3R   | 1R   | 1R   | A    | 2R   | 2R   | 1R   | 2R   | 8–9      |
| ウィンブルドン | 1R   | 1R   | 1R   | A    | 2R   | A    | A    | 4R   | 2R   | A    | 4–6      |
| 全米オープン   | 2R   | 1R   | 2R   | 1R   | 1R   | A    | LQ   | 1R   | 1R   | A    | 2–7      |